# Jeopardy!
Džepadi! je američka televizijska igrana emisija koju je kreirao Merv Grifin. Emisija je kviz takmičenje koje preokreće tradicionalni format pitanja i odgovora u mnogim kviz emisijama. Umesto da im se daju pitanja, takmičarima se daju naznake opšteg znanja u obliku odgovora i oni moraju da identifikuju osobu, mesto, stvar ili ideju koju trag opisuje, izražujući svaki odgovor u obliku pitanja.
Originalna dnevna verzija je debitovala na NBC-u 30. marta 1964. i emitovana do 3. januara 1975. Noćno sindikalisano izdanje se emitovalo svake nedelje od septembra 1974. do septembra 1975. godine, a oživljavanje, The All-New Jeopardy!, emitovano je na NBC-u od oktobra. 1978. do marta 1979. radnim danima. Sindikalisana emisija poznata modernim gledaocima koja se emituje svakodnevno (trenutno na Soni pikčures televiziji) premijerno je prikazana 10. septembra 1984. godine.
Art Fleming je bio domaćin za sve verzije emisije između 1964. i 1979. Don Pardo je bio najavljivač do 1975, a Džon Harlan je obavljao taj posao tokom sezone 1978–1979. Dnevna sindikalisana verzija premijerno je prikazana 1984. sa Aleksom Trebekom kao voditeljem i Džonijem Gilbertom kao najavljivačem. Trebek je bio domaćin do svoje smrti, a njegova poslednja epizoda emitovana je 8. januara 2021, nakon više od 36 godina u ulozi. Nakon njegove smrti, različiti gostujući domaćini završili su sezonu počevši od konsultantskog producenta i bivšeg takmičara Kena Dženingsa, svaki je bio domaćin po nekoliko nedelja pre nego što je ulogu preneo na nekog drugog. Tadašnji izvršni producent Majk Ričards je prvobitno preuzeo poziciju stalnog domaćina u septembru 2021. godine, ali se odrekao uloge u roku od nedelju dana. Maijim Bijalik i Dženings su služili kao stalni rotirajući domaćini sindikalisane serije do decembra 2023. godine, kada je Dženings postao jedini sindikalisani domaćin. Dok je Bijalik prvobitno bio angažovan da ugosti dodatne specijalne emisije u udarnom terminu na ABC-u i spin-ofovima, najava Jeopardy! Masters 2023. značila je da su i ove dužnosti bile podeljene. Nakon Bijalikovog povlačenja delom uled podrške piscima i glumcima zbog holivudskih radnih sporova 2023. godine, Dženings je preuzeo dužnost domaćina za sve oblike medija.
Trenutno u svojoj 40. sezoni, Jeopardy! je jedna od najdugovečnijih igranih emisija svih vremena. Emisija je konstantno uživala široku gledanost i dobila mnoga priznanja profesionalnih televizijskih kritičara. Sa preko 8.000 emitovanih epizoda, dnevna sindikalisana verzija Jeopardy! osvojila je rekordnih 39 dnevnih Emi nagrada, kao i nagradu Pibodi. U 2013. godini, program je bio na 45. mestu na listi 60 najvećih emisija u istoriji američke televizije TV vodiča. Jeopardy! je takođe stekao sledbenike širom sveta sa regionalnim prilagođavanjima u mnogim drugim zemljama.

## Napomene
1. 1 2  As Sony Pictures Television Studios from 2020 to 2023

## Literatura
- Abelman, Robert (1998). Reaching a Critical Mass: A Critical Analysis of Television Entertainment. L. Erlbaum Associates. ISBN 978-0-8058-2199-4.
- Austen, Jake (2005). TV A-Go-Go: Rock on TV, from American Bandstand to American Idol. Chicago Review Press. ISBN 978-1-56976-241-7.
- Bjorklund, Dennis A. (1997). Toasting Cheers: An Episode Guide to the 1982–1993 Comedy Series with Cast Biographies and Character Profiles. Praetorian Publishing. ISBN 978-0-89950-962-4.
- Boswell, Marshall (2003). Understanding David Foster Wallace. University of South Carolina Press. ISBN 978-1-57003-517-3.
- Brooks, Tim; Marsh, Earle (2009). The Complete Directory to Prime Time Network and Cable TV Shows, 1946–present. Random House. ISBN 978-0-307-48320-1.
- Dutta, Prajit K. (1999). Strategies and Games: Theory and Practice. MIT Press. ISBN 978-0-262-04169-0.
- Eisenberg, Harry (1993). Inside "Jeopardy!": What Really Goes On at TV's Top Quiz Show (first изд.). Salt Lake City, Utah: Northwest Publishing. ISBN 978-1-56901-177-5.
- Eisenberg, Harry (1995). Jeopardy!: A Revealing Look Inside TV's Top Quiz Show (first изд.). Hollywood, Florida: Frederick Fell Publishers, Inc. ISBN 978-0-81190-806-1.
- Fabe, Maxene (1979). TV Game Shows. Garden City, New York: Doubleday. ISBN 978-0-385-13052-3.
- Fleming, Art (1979). Art Fleming's TV Game Show Fact Book. Salt Lake City, Utah: Osmond Publishing Company. ISBN 978-0-89888-005-2.
- Griffin, Merv; Bender, David (2003). Merv: Making the Good Life Last. Simon & Schuster. ISBN 978-0-7434-5696-8.
- Harris, Bob (2006). Prisoner of Trebekistan: A Decade in Jeopardy!. Random House Digital. ISBN 978-0-307-33956-0.
- Jennings, Ken (2006). Brainiac: Adventures in the Curious, Competitive, Compulsive World of Trivia Buffs. Random House Digital. ISBN 978-1-4000-6445-8.
- Mogel, Leonard (2004). This Business of Broadcasting: A Practical Guide to Jobs & Job Opportunities in the Broadcasting Industry. Leonard Mogel. ISBN 978-0-8230-7730-4.
- Newcomb, Horace (2004). Encyclopedia of Television (2nd изд.). CRC Press. стр. 1222—1224. ISBN 978-1-57958-411-5.
- Richmond, Ray (2004). This is Jeopardy!: Celebrating America's Favorite Quiz Show. Barnes & Noble Books. ISBN 978-0-7607-5374-3.
- Schwartz, David; Ryan, Steve; Wostbrock, Fred (1999). The Encyclopedia of TV Game $hows (3rd изд.). Checkmark Books. ISBN 978-0-8160-3846-6.
- Terrace, Vincent (1985). The Encyclopedia of Television: Series, Pilots, and Specials 1974–1984. VNR AG. ISBN 978-0-918432-61-2.
- Terrace, Vincent (2011). Encyclopedia of Television Shows, 1925 Through 2010. McFarland & Company. ISBN 978-0-7864-8641-0.
- Trebek, Alex; Barsocchini, Peter (1990). The Jeopardy! Book: The Answers, the Questions, the Facts, and the Stories of the Greatest Game Show in History. Harper Perennial. ISBN 978-0-06-096511-2.
- Young, Shaun P. (2013). Jeopardy! and Philosophy: What is Knowledge in the Form of a Question?. Popular Culture and philosophy. 72. Open Court Publishing. ISBN 978-0-8126-9804-6.
- McNear, Claire (2020). Answers in the Form of Questions: A Definitive History and Insider's Guide to Jeopardy!. New York: Twelve. ISBN 9781538702321. OCLC 1256030917.

## Spoljašnje veze
- Званични веб-сајт
- Jeopardy! (original series) на веб-сајту  (језик: енглески)
- Jeopardy! (1984–present series) на веб-сајту  (језик: енглески)
- The All-New Jeopardy! на веб-сајту  (језик: енглески)
- J! Archive, fan-maintained Jeopardy! archive site